# Объект 914
Объект 914 — советская опытная боевая машина пехоты. Разработана в г. Волгограде в конструкторском бюро Волгоградского тракторного завода (ВгТЗ). Серийно не производилась.

## История создания
В начале 1960-х годов по заданию Министерства Обороны СССР на ряде оборонных предприятий СССР были начаты разработки нового типа бронированных транспортных средств для мотострелковых подразделений. В числе основных предъявляемых требований были:
1. Защита от средств массового поражения;
2. Значительная огневая мощь;
3. Преодоление водных преград;
4. Возможность самостоятельной борьбы с танками противника.

Одной из таких разработок являлся «Объект 914». Разработка велась в конструкторском бюро ВгТЗ. В 1964 году был создан опытный образец. 

## Описание конструкции
Машина была создана на базе плавающего танка ПТ-76 с активным размещением десанта. Экипаж состоял из двух человек: механика-водителя и наводчика-оператора.

### Броневой корпус и башня
Корпус и башня были сварены из стальных катаных броневых листов. В корпусе имелось 6 амбразур для стрельбы из личного оружия. Двигатель размещался в корме слева.

### Вооружение
Основным вооружением являлся гладкоствольный 73-мм гранатомёт 2А28 «Гром». Боекомплект составлял 40 выстрелов.
С основным орудием был спарен танковый вариант 7,62-мм пулемёта Калашникова (ПКТ). Слева и справа от механика-водителя находилось ещё два 7,62-мм пулемёта ПКТ, управление которыми осуществляли два пулемётчика из состава десантной группы. Общий возимый боекомплект пулемётов составлял 4000 патронов.
Для борьбы с танками на машине была установлена пусковая установка противотанковой управляемой ракеты 9М14М «Малютка». Возимый боекомплект составлял 4 ракеты.

## Сохранившиеся экземпляры
После конкурсных сравнительных испытаний предпочтение было отдано «Объекту 765» и Объект 914  отправили в Бронетанковый музей в Кубинке  где он находится и поныне.